# 2 Cool 4 Skool
2 Cool 4 Skool — дебютный сингл-альбом южнокорейской хип-хоп группы BTS, выпущенный 12 июня 2013 года на лейбле Big Hit.

## Выпуск и продвижение
BTS были сформированы в 2010 году после того, как генеральный директор Big Hit (ныне Hybe) Пан Си Хёк захотел создать хип-хоп группу вокруг андеграундного рэпера Ким Нам Джун, более известного, как Rap Monster, он был хорошо известен на музыкальной сцене Сеула.
До дебюта бой-бэнда, Big Hit создали блог группы, где участники делились микстейпами, записями, видео и другим контентом со своими поклонниками. Лейбл объявил о временном закрытии блога 20 мая 2013 года в рамках подготовки к дебюту группы. Официальный сайт группы был запущен в тот же день, на главной странице был показан таймер обратного отсчёта — обратный отсчёт до 27 мая (KST) — с впервые показанным официальным логотипом группы. 26 мая был размещен 30-секундный дебютный трейлер на веб-сайте, он также был загружен на официальный канал лейбла на YouTube. Таймер на сайте изменился и начал обратный отсчёт до 3 июня. В этот день дата выпуска альбома и пока ещё неназванного сингла и начала промоакций были объявлены 12 июня. Фотографии отдельных участников были опубликованы на сайте группы, начиная с этого же дня и продолжались последовательно до 5 июня. Big Hit опубликовали список композиций альбома в своём официальном аккаунте в Твиттере. Они также опубликовали дизайн и детали физической версии альбома, в который вошли фотокнига и открытка. Первый тизер, показал, что сингл «No More Dream» станет их заглавной песней. Дополнительные концептуальные фотографии для альбома были опубликованы на их официальной странице в Facebook на следующей неделе.
Музыкальное видео на «No More Dream» было выпущено 12 июня 2013 года перед дебютным шоукейсом BTS. В этот же день бой-бэнд провёл пресс-конференцию и дебютный шоукейс, исполнив заглавные композиции «No More Dream» и «We Are Bulletproof Pt.2». На следующий день они дебютировали на сцене, выступив на канале Mnet на шоу M Countdown, положивший начало их продвижению альбома в различных музыкальных программах Южной Кореи. Во время продвижения BTS также выпускали музыкальные видео. Так, танцевальная версия «No More Dream» была опубликована 16 июня, 16 июля вышло музыкальное видео на «We Are Bulletproof Pt.2».

### Варианты изданий
12 июня 2013 года альбом был опубликован на цифровых площадках по всему миру. В Корее физическая версия в виде компакт-диска вышла в этот же день. В альбом вошла фотокнига с изображением участников группы и текстами песен, открыта и сам диск. Японском версия альбома была выпущена на лейбле Pony Canyon в 2014 году. Также в нём была напечатана японская версия O!RUL8,2?. В альбом вошло два диска с альбомами 2 Cool 4 Skool и O!RUL8,2?, и DVD с процессом создания видеоклипов.

## Концепция
2 Cool 4 Skool является первым альбомом группы из «школьной трилогии» (остальные два O!RUL8,2? и Skool Luv Affair). В альбоме присутствует преимущественно хип-хоп звучание 90ых годов. Лирика затрагивает такие темы, как «непонимание и предубеждение общества», «критику общества, уменьшающую их мечты», а также «тревогу и решимость в отношении своего будущего». В открывающей композиции «Intro: 2 Cool 4 Skool» лидер группы RM говорит: «Teenagers in their 10s and 20s / Let’s talk about it easily». В заглавной композиции «No More Dream» бой-бэнд поёт о необходимости «вырваться из-под ограничений общества для достижения своей мечты». Второй трек с которым продвигалась группа «We Are Bulletproof Pt.2» является продолжением первой части композиции, которая была записана участниками группы ещё в 2010 году. Сама песня является «тяжёлым» хип-хоп бэнгером, который рассказывает историю происхождения группы. «I Like It» более мягкая по звучанию песня, в отличие от других песен в альбоме, в ней поётся о выставления лайка в социальных сетях.

## Коммерческий успех
2 Cool 4 Skool дебютировал под номером 19 в чарте альбомов Gaon за период с 9 по 15 июня. В последующие недели альбом был продан тиражом 4986 копий и дебютировал под номером 17 в ежемесячном чарте альбомов за июнь. Шесть недель спустя он достиг пятой позиции в чарте с 21 по 27 июля во время продвижения «We Are Bulletproof Pt.2», а затем поднялся до нового пика в месячном графике июля на 10 месте, было продано ещё 13 598 копий. Всего было продано 24,441 копий альбома и он занял 65-е место в чарте альбомов Gaon на конец года за 2013 год. В апреле 2020 года альбом дебютировал в чарте Billboard World Albums Chart под номером 12. Поклонники приобрели альбом, как часть фанатской первоапрельской шутки, которая заключалась в «дебюте нового бойз-бэнда». За неделю, которая закончилась 2 апреля, было продано 1000 копий физических верисий альбомов. По данным Billboard, по состоянию на 11 апреля было продано 68 000 копий в США.

## Список композиций
| №                   | Название                                      | Автор(ы)                                                       | Продюсер            | Длительность |
| ------------------- | --------------------------------------------- | -------------------------------------------------------------- | ------------------- | ------------ |
| 1.                  | «Intro: 2 Cool 4 Skool» (совместно с DJ Friz) |                                                                | Supreme Boi         | 1:03         |
| 2.                  | «We Are Bulletproof Pt.2»                     | Pdogg Hitman Bang Supreme Boi Рэп-Монстр Шуга Чонгук Джей-Хоуп | Pdogg               | 3:45         |
| 3.                  | «Skit: Circle Room Talk»                      |                                                                | Pdogg               | 2:11         |
| 4.                  | «No More Dream»                               | Pdogg Hitman Bang Рэп-Монстр Шуга Джей-Хоуп Supreme Boi Чонгук | Pdogg               | 3:42         |
| 5.                  | «Interlude»                                   |                                                                | Slow Rabbit         | 0:52         |
| 6.                  | «I Like It» (좋아요; Joayo)                   | Slow Rabbit Рэп-Монстр Шуга Джей-Хоуп                          | Slow Rabbit         | 3:51         |
| 7.                  | «Outro: Circle Room Cypher»                   |                                                                | Pdogg               | 3:49         |
| Общая длительность: | Общая длительность:                           | Общая длительность:                                            | Общая длительность: | 18:45        |

## Чарты
| Чарты (2013)                  | Высшая позиция |
| ----------------------------- | -------------- |
| Республика Корея (Gaon Chart) | 5              |
| Бельгия (Ultratop)            | 174            |
| Чарты (2020)                  | Высшая позиция |
| US World Albums (Billboard)   | 12             |

### Сертификации
| Чарт                      | Продажи                                                                                   |
| ------------------------- | ----------------------------------------------------------------------------------------- |
| Gaon (физические продажи) | 24,441+ (2013) 13,040+ (2014) 14,503+ (2015) 25,212+ (2016) 33,008+(2017) Общие: 110,202+ |

## История релиза
| Дата              | Страна           | Формат                  | Лейбл                                    |
| ----------------- | ---------------- | ----------------------- | ---------------------------------------- |
| 12 июня 2013 года | Республика Корея | CD Цифровая дистрибуция | Big Hit Entertainment LOEN Entertainment |
| 12 июня 2013 года | Мир              | Цифровая дистрибуция    | Big Hit Entertainment LOEN Entertainment |
| 23 апреля 2014    | Япония           | CD                      | Pony Canyon                              |